# Tupilaţi
Tupilaţi é uma comuna romena localizada no distrito de Neamţ, na região de Moldávia. A comuna possui uma área de 30.41 km² e sua população era de 2331 habitantes segundo o censo de 2007.